# Dyo Potamoi
Dyo Potamoi (in greco Δυο Ποταμοί o Δύο Ποταμοί?, letteralmente "Due fiumi"; in turco İkidere o İki Dere) è un villaggio abbandonato di Cipro, a est di Kapouti. De iure si trova nel distretto di Nicosia della repubblica di Cipro, de facto, in quello di Güzelyurt della repubblica di Cipro del Nord. Prima del 1974 il villaggio era turco-cipriota.

## Geografia fisica
Esso si trovava nel distretto di Nicosia di Cipro, cinque chilometri a sud-ovest di Kontemenos/Kılıçarslan. 

## Origini del nome
In greco Dyo Potamoi significa "due fiumi". Il villaggio era situato alla confluenza di due rami del torrente Aloupos. Nel 1958, i turco-ciprioti cambiarono il nome in İki Dere, una traduzione del suo nome greco.

## Società

### Evoluzione demografica
Questa frazione o fattoria (Çiftlik in Turco) fu un villaggio misto fino al 1931. Nei primi decenni del periodo britannico, i cristiani (greco-ciprioti) costituivano la maggioranza degli abitanti (55%). Nel 1911 la loro percentuale scese al 21%. Nel 1931, un altro aumento della popolazione turco-cipriota significò un corrispondente declino della proporzione greco-cipriota. Nel 1946, non c'erano più greco-ciprioti che vivevano nel villaggio.
Il primo sfollamento legato al conflitto ebbe luogo nel 1958 durante gli anni dell'emergenza. Tutti i turco-ciprioti che furono sfollati in quell'anno tornarono al villaggio nel 1960. Nel dicembre 1963, tutti i turco-ciprioti fuggirono nuovamente dal villaggio, la maggior parte rifugiandosi a Kioneli/Gönyeli e Kanlıköy e rimanendovi fino al 1974. Il numero di turco-ciprioti sfollati da Dyo Potamoi/İkidere fu di circa 40 (uguale al numero di abitanti residenti nel 1960). Anche se dopo la guerra il villaggio si trovò a nord della Linea Verde, la maggior parte dei turco-ciprioti di Dyo Potami non tornò mai a stabilirsi lì, poiché tutte le loro abitazioni erano state distrutte. Essi si stabilirono invece nell'ex settore greco-cipriota del villaggio di Diorios/Tepebaşı, a soli dieci chilometri dal loro villaggio.
Dal 1964, Dyo Potamoi è stato abbandonato. Solo un paio di edifici abbandonati testimoniano della passata esistenza del villaggio. Tuttavia, i terreni  intorno a Dyo Potamoi continuano ad essere utilizzati per scopi agricoli.